# 慢性淋巴细胞白血病
慢性淋巴细胞性白血病（英語：Chronic lymphocytic leukemia，簡稱CLL） ，這是一種最常見的白血病 主要影響B細胞。B細胞來自於骨髓，在淋巴結中發育，它主要的功能是產生抗體。
在CLL中，B細胞的成長不受控制並且會堆積在骨髓和血液中使屬於正常紅血球細胞的空間被佔據。
CLL較常出現在年長者身上在一些較少的案例中它在青年以及孩子身上出現過，這些案例中可能與遺傳相關。男性相較女性更為容易出現CLL，在2014年UK的調查中產生CLL的新案例有63%是男性。
大部分被診斷出有CLL的病患並沒有任何症狀，經由常規的血液測驗的結果顯示具有大量的白血球數目，進一步的檢驗，CLL會導致 淋巴結、脾臟和肝臟的腫大，最後會有貧血以及感染的現象。在CLL的晚期會使用化學治療以及單株抗體進行治療。

## 徵兆和症狀

A diagram showing the cells affected by CLL

大部分被診斷出有CLL的病患並沒有任何症狀，經由常規的血液測驗的結果顯示具有大量的白血球數目。較不普遍的情況上CLL可能表現淋巴結的腫大在血液中沒有高白細胞計數或著沒有任何疾病的證據在一些個例上這個疾病，只有在癌細胞壓倒骨髓細胞後才能使這個疾病被發現，導致貧血產生疲勞或虛弱。

## 起因
CLL是因為多個基因的突變和表觀遺傳改變而產生。男性發生的可能性大約是女性的兩倍並且隨著年齡的上升發生的可能性也會增加。這種疾病在亞洲很少見。一些相關的遺傳突變可能被遺傳；大約9%CLL案例的父母也有CLL。若是曝露於橙劑Agent Orange會增加CLL的發生率，暴露於某些殺蟲劑也可能會增加。而暴露於電離輻射和病毒感染已經作為危險因素進行了探索，但幾乎沒有證據。輸血已經排除是危險因素的可能。 

## 診斷

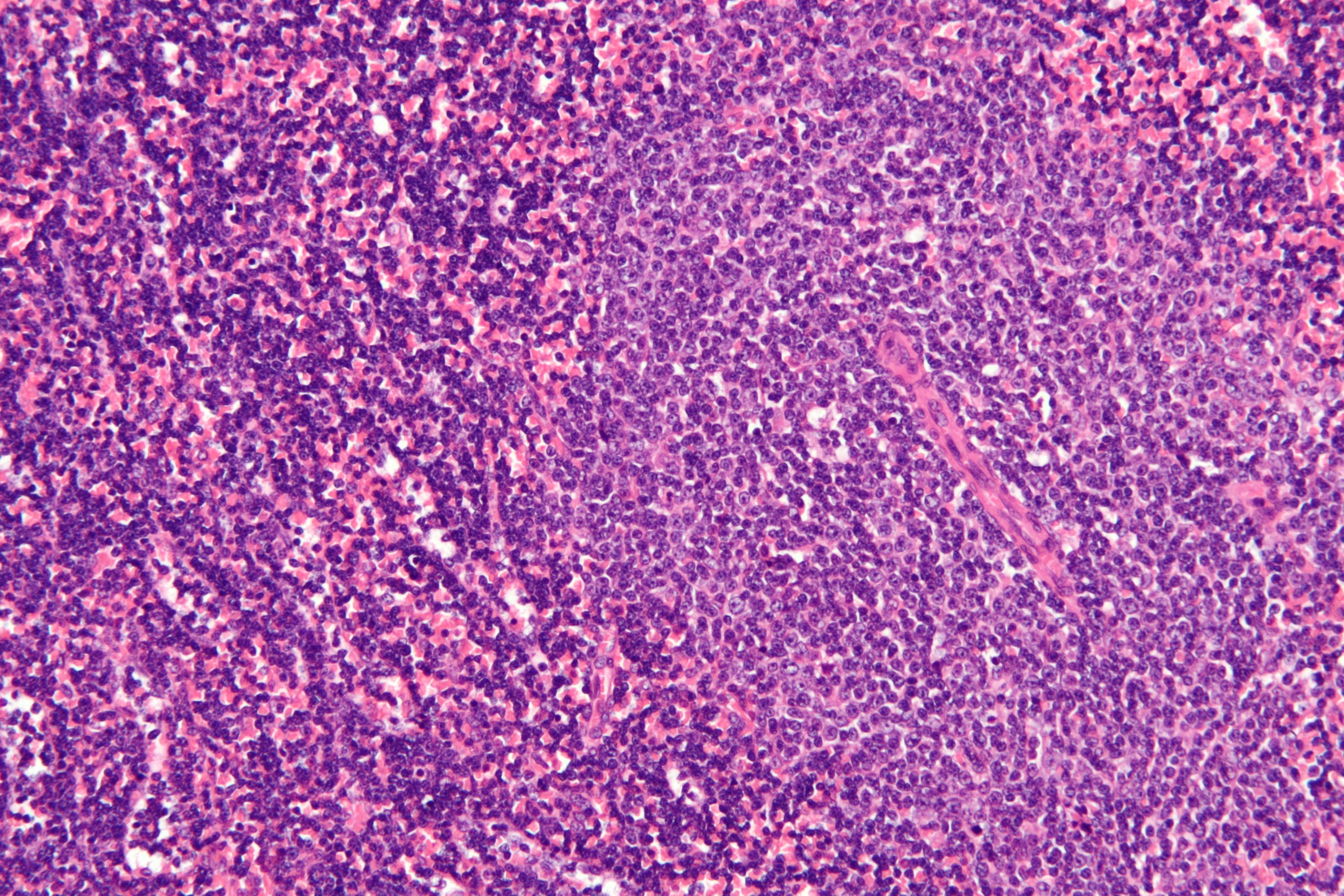
Micrograph of a lymph node affected by B-CLL showing a characteristic proliferation center (right of image), composed of larger, lighter-staining, cells, H&E stain

CLL通常首先通過診斷出淋巴細胞增多症，藉由血液檢查當白血球類型的增加來首先懷疑具有CLL，這通常是在常規檢查中偶然發現。CLL病人的淋巴球計數通常會超過每µl中超過4000顆細胞若在老年人身上出現這樣的數值應該懷疑為CLL並且應該進行驗證診斷性測驗，特別是使用流式細胞術的檢驗上。
CLL的診斷是基於血液、骨髓或組織中不正常B細胞，B細胞表面上分子的不尋常但具有特徵的分子模式像是會一起表現的細胞表面的markers CD5和CD23。除此之外，CLL細胞在一個個體之內具有克隆性，這點也藉由在不正常的B cells整個族群中僅含抗體輕鍵的κ或λ其中之一發現。正常的B淋巴細胞是由許多產生不同抗體的細胞組成，這同時包含輕鍵κ的細胞和輕鍵λ的細胞。輕鍵的κ或λ的數量比例不正常是證明細胞克隆性的因素，而細胞克隆性是診斷惡性B細胞重要依據。
藉由合併兩項檢驗「顯微鏡檢查周邊血」和「流式細胞術分析淋巴細胞」去確認
細胞克隆性和marker的表現來進行CLL的診斷，這兩項檢驗僅需要少量的血液就可進行。流式細胞儀分析液體中個體細胞的分子表現，這需要使用特定的抗體去螢光標記特定的分子使儀器可以辨認。在CLL中淋巴細胞具有基因克隆性，他們的特徵是表現marker分子CD5和CD23。

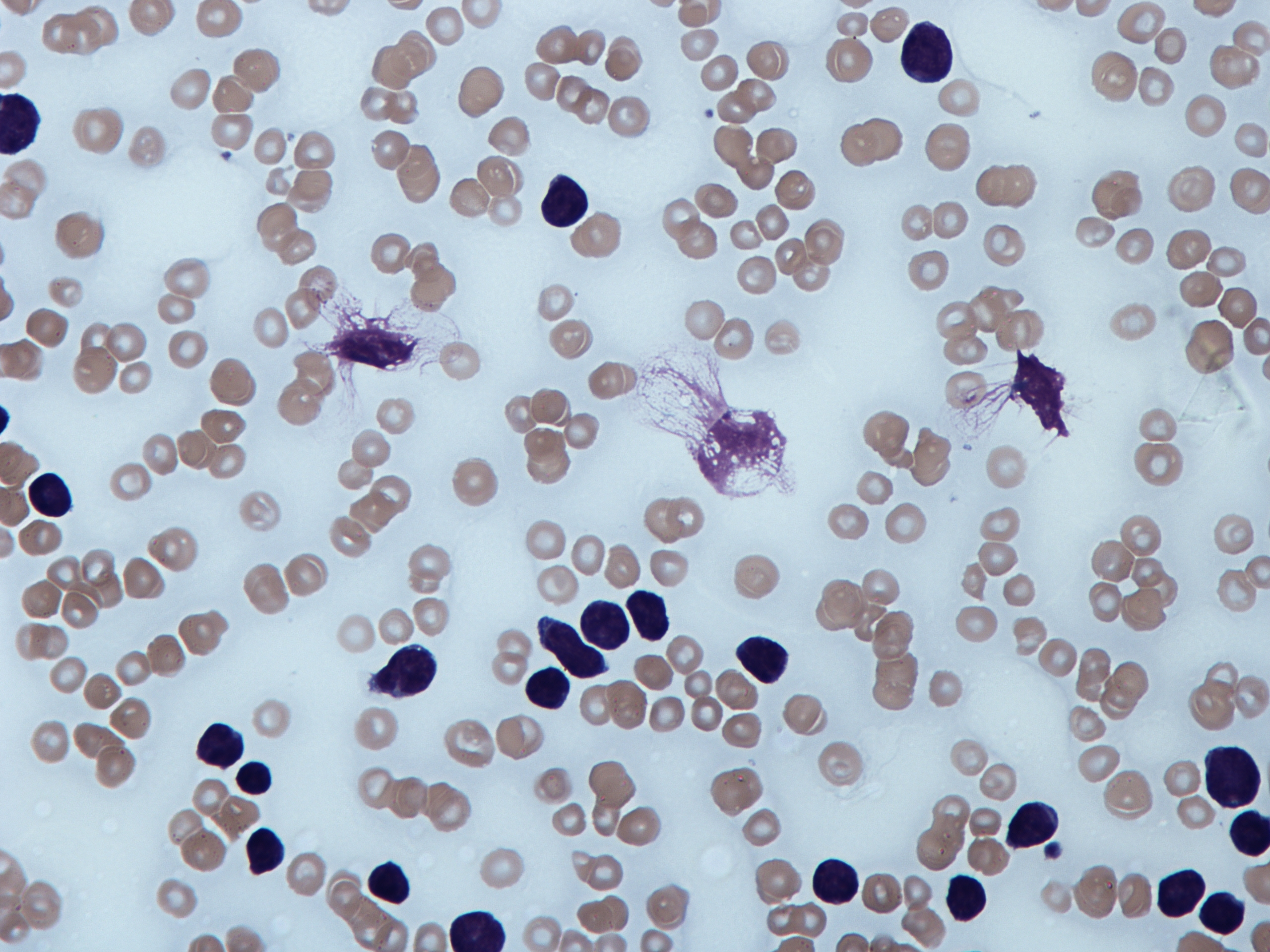
Smudge cells in peripheral blood

Matutes's CLL 評分使人辨認標準CLL的亞種，它與非標準型和混合型在五個marker的表現上有所不同(CD5、CD23、FMC7、CD22和免疫球的輕鍵)。Matutes's CLL 評分系統對於標準CLL與其他B細胞慢性淋巴增生性疾病的鑑別診斷非常有幫助，但不適用於混合型和非標準型的CLL和被套細胞淋巴瘤之間的免疫學區別。通過使用非常規的標記如CD54和CD200，可以更容易區分CLL和MCL。在常見的標記中最能夠區別的是CD20和CD23的螢光強度比。相反的FMC7是令人驚訝的會誤導在邊緣的例子。

### 臨床的階段
分期系統決定了這個疾病的嚴重程度，分別是RAI 及BINET 兩類系統 (見內文)，這是主要是基於較低的紅血球或血小板計數。
RAI分期系統
- 第零期：特徵是淋巴細胞大量增加，(>15,000/mm3)，但並沒有淋巴結、肝臟、脾臟的腫大，貧血或血小板減少症等等症狀。
- 第一期：特徵是淋巴細胞大量增加、淋巴結腫大，但沒有肝臟、脾臟的腫大，貧血或血小板減少症等等症狀。
- 第二期：特徵是淋巴細胞大量增加並且脾臟或肝臟出現腫大的情況，可能具有淋巴結腫大的情況。
- 第三期：特徵是淋巴細胞大量增加、貧血(每0.1L中含有小於11g血紅素)，可能具有淋巴結、肝臟、脾臟腫大的現象
- 第四期：特徵是淋巴細胞大量增加和血小板減少症(<100,000/mm3)，可能具有淋巴結、肝臟、脾臟腫大或貧血的情況。

Binet分期系統
- 臨床A期：特徵是沒有貧血或血小板減少並且少於三個區域的淋巴結出現腫大的現象(等同於RAI第零、一、二期)
- 臨床B期：特徵是沒有貧血或血小板減少，具有三個或更多區域的淋巴結出現腫大的（等同於RAI第一、二期）
- 臨床C期：其特徵是具有貧血或血小板減少症，而與淋巴結受到影響的面積無關（等同於RAI第三、四期）

### 基因突變的情況

#### IgVH突變的情況
根據CLL的診斷組別，預後差異很大。基於細胞的成熟狀態可分出二到三個組別。而細胞的成熟狀態是由免疫球蛋白可變區重鏈 (IgVH) 基因突變狀態來進行識別。 高危險性的病人具有不成熟細胞但較少突變在DNA層面IgVH   抗體基因區域，而低危險性的病人表現大量的突變在DNA層面的抗體基因區域但具有成熟的免疫細胞。此外免疫球蛋白可變區段的特定亞基（例如V3-21），對於預後來說這是一個重要的marker。根據免疫球蛋白可變區段的亞基和免疫球蛋白的表面這兩者的結構決定了CLL中慢性或tonic BCR信號的傾向。除此之外某些可變區段（例如：V2 family）的使用也與microRNA miR-650的激活相關，這進一步影響了CLL的生物學。
由於IgVH抗體的DNA改變的評估難以進行，所以CD38或Z-鏈相關蛋白激酶-70（ZAP-70）的存在可能是CLL的高風險亞型的替代marker。他們的表達與更為不成熟的細胞狀態和更快速的疾病進展呈正相關。

#### 染色體的異常
除了免疫球蛋白可變區的重鏈(IgVH)基因突變狀態，CLL病人的預測是依靠在腫瘤細胞中基因的改變，這些改變可以在大約80%病人被辨認藉由兩種檢測方式array-CGH 或fluorescent in situ hybridization (FISH)。
1. 在染色體第17條短臂出現的部分遺失，這部分會標記p53蛋白這是種調控細胞週期的蛋白，p53蛋白的遺失會導致多個基因(包含microRNAs miR-34a )失去控制[21]。病人若擁有這種異常在需要治療之前具有明顯的間隔時間，並且存活時間更短。在5-10％的CLL患者中發現這種異常。
2. 在染色體第11條長臂出現的部分遺失但這會使第17條的遺失很難出現，這部分異常以ATM基因為marker，這部分很少發生於CLL僅在5-10％的CLL患者中發現這種異常。
3. 染色體第12條額外多出現一條染色體這個情況在20-25％的患者中相對頻繁的發生，並給予中間預後。
4. 在染色體第13條長臂出現的部分遺失在這最常見於CLL病人中，在CLL病患中有50%的病人都有此現象。這些病人具有最好的預後並且能夠無需治療存活數年到數十年。這個靶向基因缺失是產生microRNA miR-15a和miR-16-1的區域[22][23]。研究已經發現miR-15a/16-1 microRNA群它們的功能就像是腫瘤的抑制劑而致癌基因BCL2是它們的靶標[24]。

在惡性B細胞中的miRNAs參與B細胞發育中的基本途徑，像是B細胞受體(BCR)訊號傳導、B細胞的移動和附著、在immune niches中細胞間的互動、免疫球蛋白的生產和分類轉換。miRNAs影響B細胞的成熟、增生、邊緣區、濾泡、B1、血漿和記憶B細胞。

#### 核型分類
核型分類是FISH檢測CLL染色體異常的成本效益替代方法。幾項臨床驗證研究已經顯示出與標準CLL FISH panel 95％的一致性。.

### 相關疾病
在過去有些例子在顯微鏡下具有相似的外觀。然而現在辨認是獨立的組別並被歸類為 T-cell prolymphocytic leukemiasm.CLL不應該與急性淋巴性白血病混淆，急性淋巴性白血病是具有高度侵略性的白血病時常在兒童身上被診斷出，1歲至5歲的兒童能夠具有很高的治療性。

### Differential diagnosis
| Lymphoid disorders that can present as chronic leukemia and can be confused with typical B-cell chronic lymphoid leukemia |
| --- |
| Follicular lymphoma |
| Splenic marginal zone lymphoma                                                                                            |
| Nodal marginal zone lymphoma                                                                                              |
| Mantle cell lymphoma |
| Hairy cell leukemia |
| Prolymphocytic leukemia (B cell or T cell)                                                                                |
| Lymphoplasmacytic lymphoma                                                                                                |
| Sézary syndrome |
| Smoldering adult T cell leukemia/lymphoma                                                                                 |

在血液學疾病中例如：被套細胞淋巴瘤 (mantle cell lymphoma)，邊緣區淋巴瘤 (marginal zone lymphoma)，B細胞前淋巴細胞白血病(B cell prolymphocytic leukemia)和淋巴漿細胞淋巴瘤 (lymphoplasmacytic lymphoma)等等，這些疾病會與CLL非常類似像是臨床的表現、行為和顯微鏡下的外觀。
- B細胞前淋巴細胞白血病（相關但更具侵襲性的疾病）具有相似表現型的細胞，但明顯大於正常淋巴細胞，並具有突出的核仁。區別不同是重要的，疾病的預後和治療會不同於CLL。
- 毛細胞白血病也是B淋巴細胞的腫瘤，但腫瘤細胞在顯微鏡下具有明顯的形態（毛細胞白血病細胞在其表面上具有微妙的頭髮狀突起）和獨特的標記分子表達。.

血液和骨髓的所有B細胞惡性腫瘤可以區分藉由顯微鏡下的形態、marker分子表現、特異性腫瘤相關基因缺陷等等的組合來進行判別。這最好通過對於血液疾病具有特別訓練的病理學家評估患者的血液、骨髓和淋巴結細胞來進行。流式細胞儀對於細胞marker分析是必需的，並且細胞中遺傳問題的檢測可能需要通過FISH用螢光探針來顯現DNA變化。

## 治療
CLL治療集中在控制這個疾病以及它的症候群而不是在徹底的治療。CLL使用化學治療、輻射治療、生物治療、骨髓移殖等等方式治療。它的症候群有時候使用手術治療(切除脾臟，移除已經腫大的脾臟)或使用輻射治療(使腫大的淋巴結消腫)
最初CLL的治療根據確切的診斷和疾病的進展而不同，甚至和醫護人員的經驗和傾向有關。在最初的治療方案包含fludarabine, cyclophosphamide, 和 rituximab (known as FCR) 已經表現出更高的總體反應率和完全的反應率。

### 懷孕期間
白血病很少會與懷孕有關，在10,000名孕婦中會有1位有所影響慢性淋巴性白血病的治療通常可以推遲到懷孕結束。如果治療是必須那麼在第六個月或第九個月開始進行化學療法就不太會導致妊娠損失或出生缺陷，而不會在妊娠前三個月進行治療。

### 決定治療
在大多數情況下CLL通常被認為是不可治癒的。但CLL疾病進展緩慢， 許多CLL患者長年生活作息正常並且積極，在某些情況下可以存活幾十年。由於其發病緩慢，早期CLL一般不會進行治療，因為一般認為CLL早期進行干預不會改善生存時間或生活質量。一般會隨著時間的推移監測病情，以檢測疾病的任何變化。
當患者的臨床症狀或血液計數顯示出疾病的進展到可能會影響患者生活質量的程度時，這時醫生才會決定開始CLL治療。
臨床“分期系統”如Rai四級系統和Binet分級系統可以幫助確定何時開始進行以及如何治療患者。
決定什麼時候開始治療、什麼手段通常很困難，早期治療並沒有優勢。國家癌症研究所工作組已經發布治療指南，在特定的marker會檢查出在疾病開始惡化前。

### 化學治療
合併化療方案在新的診斷中出的CLL和復發的CLL中都有效果。合併使用氟達拉濱 (fludarabine)和環磷酰胺 (cyclophosphamide)會產生較高的反應效率和比起單個藥物更長的五年生存率。
- FC (fludarabine with cyclophosphamide)[37]
- FR (fludarabine with rituximab)[38]
- FCR (fludarabine, cyclophosphamide, and rituximab)[39]
- CHOP (cyclophosphamide, doxorubicin, vincristine, and prednisolone)

嘌呤類似物氟達拉濱和苯丙酸氮芥一起使用，現在是作為主要療法具有良好的反應率，但沒有證據表明早期使用氟達拉濱提高了總體生存率，一些臨床醫生更傾向為複發性疾病預留氟達拉濱。
FCR的化學免疫治療顯示，在選擇良好身體健康的CLL患者中，大型隨機試驗中提高了反應率，無進展生存期和總生存期。在首例臨床試驗中已經證明選擇一線治療可以改善CLL患者的總生存期。
烷化劑被批准用於CLL包括苯達莫司汀(bendamustine)和環磷酰胺(cyclophosphamide)。

### 標靶治療
標靶治療是攻擊具有特定目標的癌細胞，並且不會使正常細胞受到傷害。
- 阿崙單抗(Alemtuzumab )是種單株抗體，通常用於CLL病患，這種抗體會直接針對CD52[34]
- 利妥昔單抗(Rituximab)，奧美珠單抗(ofatumumab)和奧比妥珠單抗(obinutuzumab ) 都是單株抗體，通常用於CLL病患，這些抗體會針對CD20.[34][43]
- 依羅替尼(Ibrutinib)，這是種布魯頓氏tyrosine kinase( Bruton's tyrosine kinase)抑制劑，用於CLL病患.
- Idelalisib 是PI3K 的抑制劑[44][45]口服使用[46][47]
- Venetoclax是一種Bcl-2抑製劑，用於治療CLL患者，病患具有位於第17條染色體短臂上的缺失，並且已經接受過了至少一種治療方法。[48]

### 幹細胞移植
使用病人自身的細胞進行自體幹細胞移植並沒有治愈效果。年齡較小的個體如果具有CLL高危險型，可考慮使用異體造血幹細胞移植（HSCT），這是具有高危險性的治療使用來自健康的捐贈者的血球細胞但有可能產生骨髓破壞，這種治療具有顯著的毒性，但可能具有治療CLL的效果:1458。這種治療可以減少烈度進行異體幹細胞移植可能可以更好地被老年或體弱患者所承受。

### “抗性”CLL
“抗性”CLL是一種對於治療不在有反應的疾病。在這種情況下會考慮使用更加劇烈的治療包含lenalidomide、flavopiridol、骨髓移殖。單株抗體如：阿崙單抗，可以可用於具有抗性或基於骨髓的疾病。

## 併發症
C併發症包含惡性淋巴瘤(Richter's syndrome)、低丙種球蛋白血症(hypogammaglobulinemia)等導致復發性感染、自體免疫溶血性貧血等在10%到15%的病人之中會轉型晚期的淋巴瘤
慢性淋巴性白血病可能會轉型成惡性淋巴瘤(Richter's syndrome)，或發育成 瀰漫大B細胞淋巴瘤 (diffuse large B cell lymphoma)、前淋巴細胞白血病(prolymphocytic leukemia)、霍奇金氏淋巴瘤(Hodgkin's lymphoma)、急性白血病等等，CLL患者的轉型成其他上述疾病大約為5%的可能。
腸胃道Gastrointestinal (GI)很少參與發生在慢性淋巴性白血病中。一些報告的表現包括腸套疊(intussusception)、小腸細菌感染、結腸炎等等。通常CLL發生GI併發症發生在轉型成惡性淋巴瘤後。迄今已有兩例病例報導了GI參與慢性淋巴性白血病，無惡性淋巴瘤的轉化。

## 預後
預後依靠辨認疾病的亞型。有些亞型它剩下時間的中位數為六到八年，有些亞型它剩下時間的中位數為二十二年(這是老年患者的正常壽命)。端粒長度被認為是有價值的預後指標。

## 流行病學
CLL主要是老年人的疾病，診斷出這種疾病的病人年紀在中位數在70歲，雖然不很少見但CLL有時候會影響30至39歲的人，隨著年齡的增長，CLL的發病率會迅速增加。
在美國2014時有大約15,720人診斷出具有CLL，並有4,600人因CLL死亡。過去幾十年觀察到，病人的生存期延長通常約為10年但這已經延長到正常的預期壽命，所以現今的CLL流行率（患病人數）遠高於CLL的發病率（新診斷）。CLL是英國最常見的白血病類型在白血病病例中佔38%而 在2011年約有3200人被診斷患有該疾病。
在西方人口中在3.5％的正常成年人和高達8％的70歲以上的人鑑定出具有亞臨床“症狀”，許多健康老年人可以鑑定出具有特徵的CLL表現型的B細胞的株系。這些細胞的臨床意義仍然是未知的。
相反的CLL在亞洲國家像是日本、中國、韓國等是很少見的，在這些地區所有白血病病人中佔10％以下:1432。 
在涉及同一類血球細胞的所有癌症中，7％的病例為CLL / SLL。
暴露於某些化學物質下的人群，他們的得到CLL的可能性會有所升高。根據美國退伍軍人事務部的規定，在越南或越南內陸航道服役的退伍軍人，若有得到CLL並且認定與Orange藥劑接觸過能夠有權獲得賠償。

## 研究方向
2008年的研究是比較不同形式的骨髓移植，以確定哪些患者是最佳的病人，哪種方法在不同情況下是最好的方式。
Pennsylvania大學醫學院Abramson癌症中心的研究人員通過基因修飾的T細胞使用基因治療方法透過基因層面修改T細胞初步成功治療CLL，這個研究結果在2011年8月發表。根據三名患者注射到血液中的被修改過T細胞的數據，修改過的T細胞可以表現一些基因用於影響細胞在體內增生並破壞B細胞包括會導致白血病的B細胞。在三名患者中兩名患者病情得到緩解，第三名患者的白血病細胞減少了70％。其中一名患者已被診斷為患有CLL 13年並且他的治療在參加臨床試驗之前失敗了，在修改過的T細胞注射一周後血液中的白血病細胞消失。注射後6個月T細胞仍然存在於患者的血液中，這意味著如果白血病細胞恢復正常就能夠對抗該疾病。這是科學家第一次使用基因治療成功地破壞患有癌辦晚期患者的細胞。
現在研究上進行靶向B細胞受體信號療法的研究。Syk抑製劑fostamatinib正在試驗中